# Hydrellia procteri
Hydrellia procteri är en tvåvingeart som beskrevs av Cresson 1934. Hydrellia procteri ingår i släktet Hydrellia och familjen vattenflugor. Inga underarter finns listade i Catalogue of Life.